# Lemme de Gauss (théorie des nombres)
Pour les articles homonymes, voir Théorème de Gauss.
Le lemme de Gauss en théorie des nombres donne une condition nécessaire et suffisante pour qu'un entier soit un résidu quadratique modulo un nombre premier. Il a été introduit et démontré par Gauss dans ses preuves de la loi de réciprocité quadratique, et est utilisé dans plusieurs des nombreuses preuves ultérieures de cette loi.

## Énoncé
Soient {\displaystyle p} un nombre premier impair et {\displaystyle a} un entier non divisible par {\displaystyle p}. Alors
où {\displaystyle \left({\frac {a}{p}}\right)} est le symbole de Legendre et {\displaystyle n} est défini de la façon suivante :

On considère les entiers {\displaystyle a,2a,3a,\dots ,{\frac {p-1}{2}}a} et leurs plus petits résidus positifs {\displaystyle {\bmod {p}}}.

Parmi ces {\displaystyle (p-1)/2} entiers distincts compris entre {\displaystyle 1} et {\displaystyle p-1}, {\displaystyle n} est le nombre de ceux qui sont plus grands que {\displaystyle p/2}.
ou encore, de façon équivalente :

{\displaystyle n} est le nombre d'entiers négatifs parmi {\displaystyle r(a),r(2a),\ldots ,r\left({\frac {p-1}{2}}a\right)}, en désignant par {\displaystyle r(k)}, pour tout entier {\displaystyle k}, l'unique entier de l'intervalle {\displaystyle \left]-p/2,p/2\right[} congru à {\displaystyle k{\bmod {p}}}.

## Application
La deuxième « loi complémentaire » de la loi de réciprocité quadratique se déduit du lemme de Gauss.

## Preuve
Une preuve assez simple de ce lemme utilise le même principe que l'une des démonstrations du petit théorème de Fermat, en évaluant de deux façons le produit modulo p de ces (p – 1)/2 entiers.

## Autre preuve, par la théorie dutransfert
De par sa définition, l'application qui à a associe (–1)n est un morphisme de transfert du groupe abélien G = (ℤ/pℤ)* dans le sous-groupe Q = {–1, +1}. D'après le théorème d'évaluation du transfert, on en déduit que l'image de a par ce morphisme est égale à am où m désigne l'indice de Q dans G, c'est-à-dire m = (p – 1)/2, ce qui conclut.